# Ferdinand II:s mausoleum

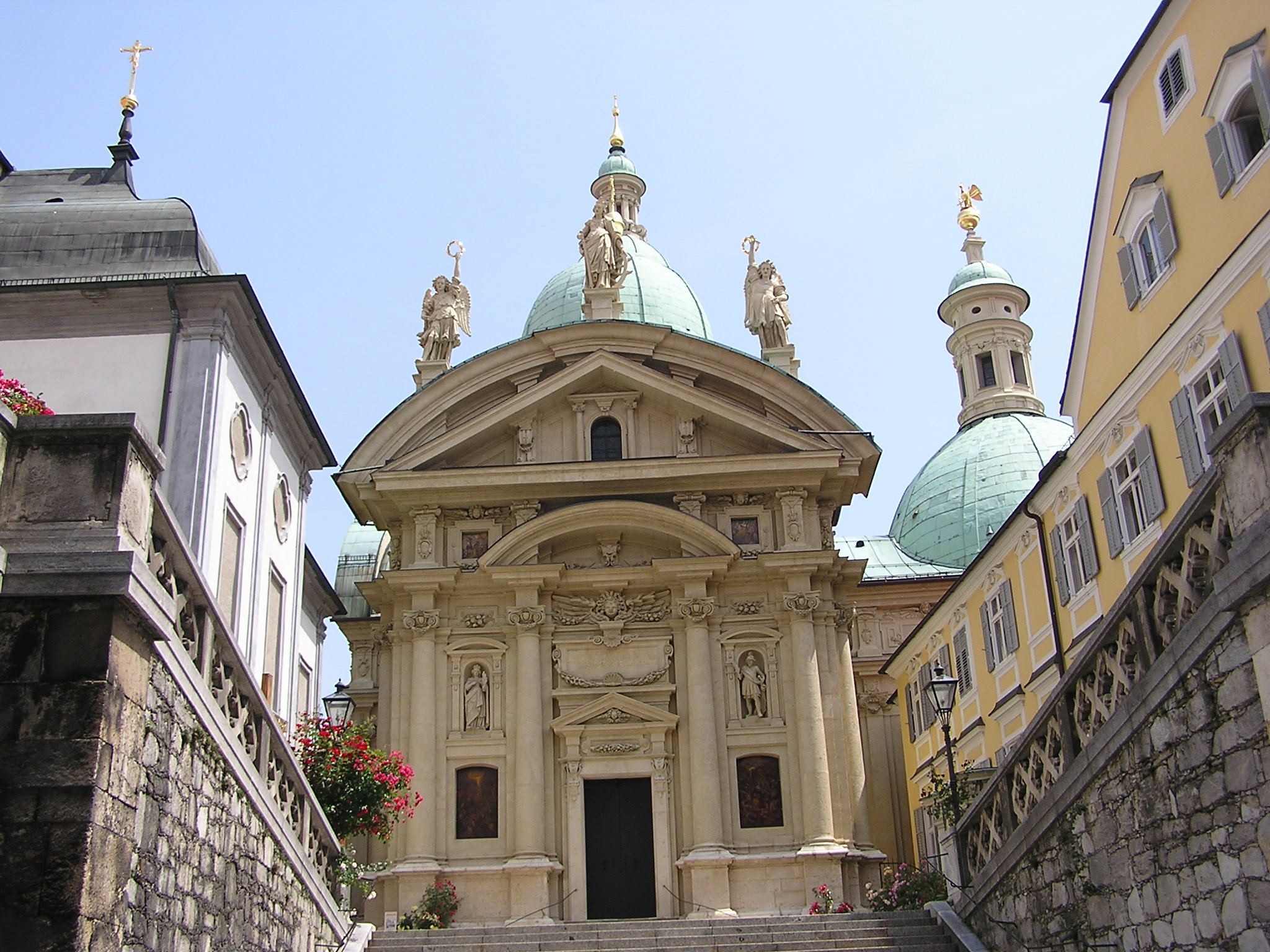
Till vänster: Graz’ domkyrka
I mitten: Katharinakyrkan
Till höger: mausoleet

 Ferdinand II:s mausoleum i Graz, Österrike, är gravmonumentet för kejsar Ferdinand II som föddes i Graz och hade sitt residens i staden tills han blev vald till tysk-romersk kejsare 1619. Mausoleet står intill domkyrkan och är hopbyggt med Katharinakyrkan. Det barocka mausoleet byggdes på 1630-talet efter ritningar av Giovanni Pietro de Pomis och slutfördes efter dennes död av Peter Valnegro. Dekorationen av huvudkupolen utfördes av Johann Bernhard Fischer von Erlach, en av Österrikes största barockarkitekter. Gravkoret har två våningar. På den övre våningen står en skulptur föreställande den heliga graven. På den nedre våningen befinner sig gravarna efter kejsar Ferdinand II, hans första maka och ärkehertig Karl II, samt dennes maka.